# Jewish Encyclopedia
Jewish Encyclopedia (Джуиш энциклопедия) — англоязычная энциклопедия, содержащая более 15 000 статей об истории, культуре и традициях иудаизма и евреев вплоть до начала XX века. Первоначально вышла из печати в Нью-Йорке 12-томным изданием (1901—1906; изд. Funk and Wagnalls Company). Легла в основу «Еврейской энциклопедии Брокгауза и Ефрона» (ЕЭБЕ; 16 т.; 1908—1913).

## История
В 1901 году за осуществление издания еврейской энциклопедии взялся Исидор Зингер, которому удалось заинтересовать известную издательскую фирму в Америке и Англии Funk and Wagnalls Company. Попытка Зингера издать энциклопедию в Европе не удалась. Благодаря энергии того же Зингера, русский отдел издания в Нью-Йорке был составлен Германом Розенталем в довольно скромном размере и при сравнительно небольшом участии сотрудников Российской империи.

## Редакция
Редакторы отделов:
- Эмиль Гирш и Моррис Ястров (библейский отдел);
- Соломон Шехтер и Маркус Ястров (талмудический отдел);
- Кроуфорд Той (отдел еврейской филологии и иудео-эллинского);
- Кауфман Колер (богословие и философия);
- Ричард Готгейль[англ.] (история евреев до 1492 и история еврейской литературы);
- Готтгард Дейтш (история евреев с 1492 по 1903);
- Сайрус Адлер (история евреев в Англии и средневековая археология);
- Джозеф Джекобс (история евреев в Англии и антропология);
- Исидор Зингер (биографический отдел);
- Герман Розенталь (история евреев в Польше и России).

## Опечатки
- В статье Benedictions размещена иллюстрация, в подписи которой указана неверная дата 1787 год, хотя в самой иллюстрации указана дата 5447 год по еврейскому календарю, что соответствует 1687 году